# Стрейсинджорджу
Стрейсинджорджу (рум. Streisângeorgiu) — село у повіті Хунедоара в Румунії. Адміністративно підпорядковане місту Келан.
Село розташоване на відстані 280 км на північний захід від Бухареста, 18 км на південний схід від Деви, 124 км на південь від Клуж-Напоки, 139 км на схід від Тімішоари.

## Населення
За даними перепису населення 2002 року у селі проживали 618 осіб.
Національний склад населення села:
| Національність | Кількість осіб | Відсоток |
| -------------- | -------------- | -------- |
| румуни         | 434            | 70,2%    |
| угорці         | 174            | 28,2%    |
| німці          | 10             | 1,6%     |

Рідною мовою назвали:
| Мова      | Кількість осіб | Відсоток |
| --------- | -------------- | -------- |
| румунська | 437            | 70,7%    |
| угорська  | 179            | 29,0%    |